# Jan ze Salisbury
Jan ze Salisbury (anglicky John of Salisbury, kolem 1115 – 25. října 1180, Chartres, Francie) byl anglický katolický duchovní, diplomat, právník a scholastický filosof. Byl tajemníkem dvou arcibiskupů z Canterbury, Theobalda (1150-1161) a Tomáše Becketa (1161-1170), a poté biskupem v Chartres (1176-1180). Mnozí jej pokládají za zakladatele středověké politické filosofie. 

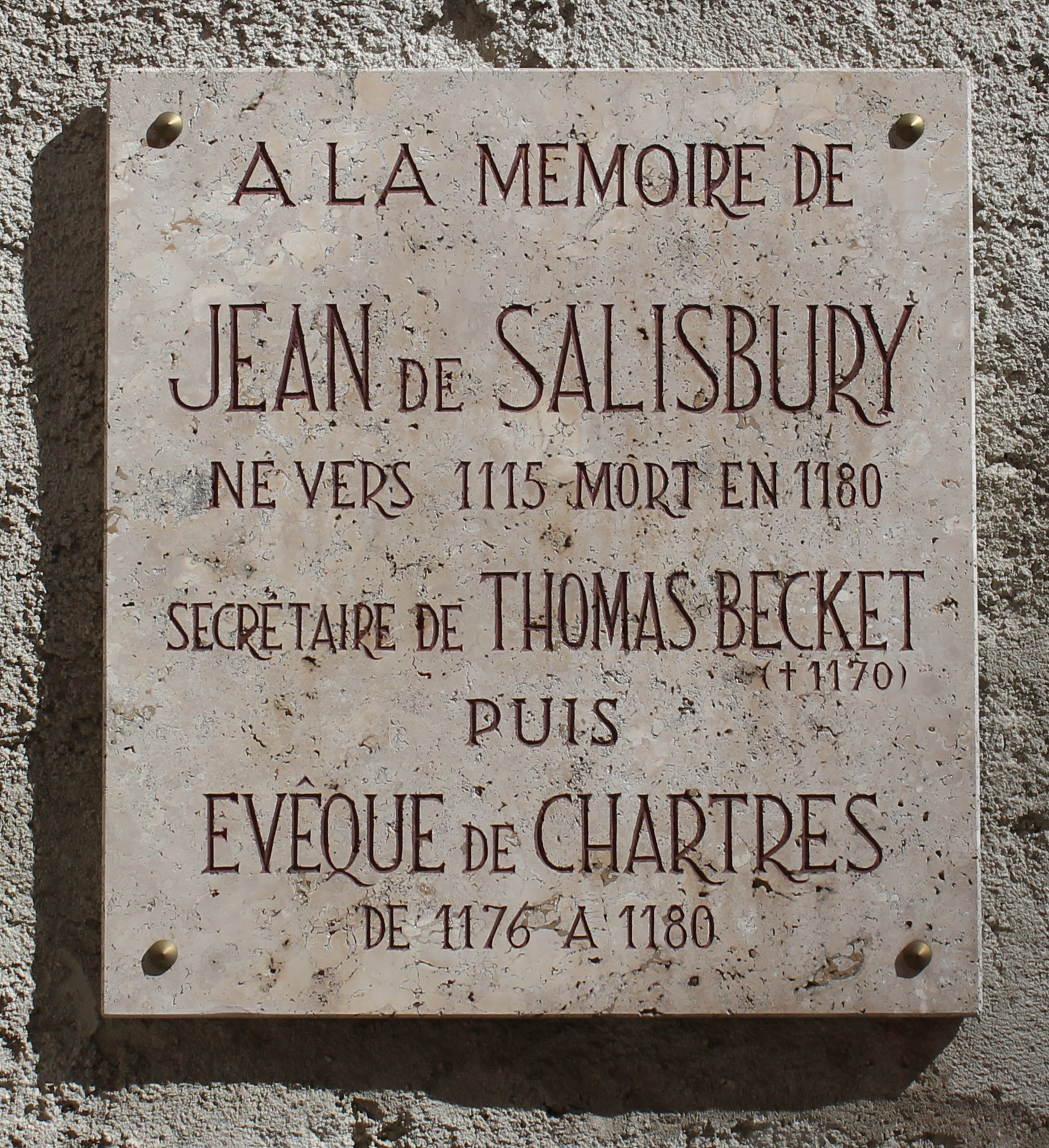
Jan ze Salisbury - pamětní deska.

## Život
Narodil se v blízkosti města Salisbury, patrně v nemajetné rodině. Kolem roku 1136 začal studovat v Paříži, kde mezi jeho učiteli byl i Thierry z Chartres a Pierre Abélard. Po ukončení studia teologie roku 1147 byl vysvěcen na kněze, strávil nějakou dobu na papežském dvoře v Římě a roku 1159 napsal, že „už desetkrát překročil Alpy“, patrně též ve službách svého přítele, prvního anglického papeže Hadriána IV. (+ 1159).
S doporučením Bernarda z Clairvaux vstoupil do služeb arcibiskupa z Canterbury jako právník a sekretář. Ve funkci pokračoval i za nového arcibiskupa Tomáše Becketa, ale z neznámých důvodů se dostal do konfliktu s králem Jindřichem II. a ještě dřív než Becket odešel do exilu do Francie, kde žil u svého přítele, opata v Remeši. Vrátil se až roku 1170 v čele poselstva, které vyjednalo Becketův návrat. Není pravděpodobné, že by byl očitým svědkem Becketova zavraždění. Od roku 1174 byl pokladníkem biskupa v Exeteru a roku 1176 byl zvolen biskupem ve francouzském Chartres, kde o čtyři roky později zemřel.

## Myšlení a dílo
Jan ze Salisbury byl horlivý čtenář antické literatury, z níž rád čerpal své příklady. Možnosti lidského poznání posuzuje s mírnou skepsí, odsuzuje snahy o naprostou jistotu, jíž v pozemských věcech nelze dosáhnout. Proto je třeba se spokojit s pravděpodobnými soudy a podle nich také jednat. V dobovém sporu o univerzálie (viz realismus a nominalismus) zastával středovou pozici Aristotelovu, že univerzálie jsou pojmy pro obecné skutečnosti. Ve svých raných spisech hájil latinské literární a filosofické vzdělávání (trivium), které může člověka vybavit zásobou vzorů jednání, a nepřál příliš subtilním logickým spekulacím. Ve spise Metalogicus kritizuje soudobé učitele, kteří se spokojují s Boethiovými spisy o logice, a vyžaduje, aby se učila podle celého Aristotelova Organon.

### Policraticus
Ve svém nejznámějším spise Policraticus (1159) jedná o úloze panovníka, o jeho povinnostech a o lidském štěstí. Společnost a stát chápe jako organický celek ve třech vrstvách. První tvoří panovník jako hlava, soudci a senát jako oči a ústa a církev jako duše. Ti musí být vzdělaní a řídit se dobrým svědomím. Do druhé patří vojáci a úředníci jako ruce. Těch je ovšem mnoho a nelze předpokládat, že by všichni byli ctnostní; musí se tedy motivovat odměnami a tresty, panovník je ovšem odpovědný za jejich vzdělávání. Do třetí vrstvy patří sedláci, řemeslníci a obchodníci jako nohy společnosti; první dvě vrstvy jsou zde kvůli nim a mají pečovat o jejich pozemské i věčné blaho.
Štěstí člověka je dvojí: pozemské a věčné. Pozemské štěstí je sice omezené, ale přesto cenné samo o sobě a člověk je má sledovat s nasazením svých schopností. Vztah mezi státem a církví je dán tím, že každý má jiné úkoly a poslání. Panovník není nadřízen církvi a církev není nadřízena panovníkovi, ale protože úkolem církve je pečovat o věčný život, je její poslání vyšší a vznešenější.
Ze své bohaté zkušenosti s životem na panovnických dvorech Jan ze Salisbury kritizuje obvyklé nemravy a klade zvláštní důraz na právo, které panovník sice vyhlašuje, je však přitom vázán povinností nerušit přirozený zákon a jednou vyhlášenému právu sám také podléhá. Podle amerického právního historika H. J. Bermana je to první evropská politická teorie.

### Ostatní díla
Napsal knihu o Remešském koncilu (1148-1152), jehož se zúčastnil jako papežský vyslanec, dále životopis Anselma z Canterbury a životopis Tomáše Becketa (Vita sancti Thomae), jež měly sloužit pro jejich prohlášení za svaté. Zachovala se také jeho rozsáhlá korespondence.
| „                       | Bůh potrestá každého tyrana, ale někdy k tomu používá i člověka s mečem. | “ |
| — Policraticus VIII.21. |                                                                          |   |